# Rafael Ortiz Fábrega
Rafael Ángel Ortiz Fábrega (San José, 12 de noviembre de 1953) es un político y abogado costarricense. Diputado por la provincia de Alajuela para el período 2014-2018 y presidente de la Asamblea Legislativa en el período 2015-2016. Ortiz cursó la secundaria en el colegio Lincoln High School y obtuvo la licenciatura de Derecho y Notariado en la Universidad de Costa Rica. Cursó estudios de posgrado en la Universidad de Harvard, INCAE y Georgetown University.
Ortiz ejerció como abogado privadamente en el bufete Pacheco Coto de 1980 a 1984, fue Gerente Legal de Coca Cola Latinoamérica de 1984 a 2004, miembro de la Junta Directiva de la Promotora de Comercio PROCOMER, del Country Club de Costa Rica y fue presidente de la Liga Deportiva Alajuelense de 2002 a 2006, vicepresidente de la misma de 1998 a 2002. Actualmente es el embajador de Costa Rica ante el Reino Unido de Gran Bretaña e Irlanda del Norte desde octubre de 2018 hasta la
fecha.